# Dyeus
*Dyḗus («бог-дневное-небо»), *Dyḗus ph₂tḗr («Небо Отец») — реконструируемый учёными верховный небесный бог, которому поклонялись праиндоевропейцы. По толкованию, он возглавлял многочисленный пантеон богов, будучи богом неба, вместе с тем был олицетворением патриархального и/или монархического общества. Также он был мужем *Pltwih₂ Méh₂ter (Матери Земли, в ведийской религии — Притхиви). Нет точных исторических источников, подтверждающих существование культа Дьеуса. Само наименование является реконструируемым наименованием из более поздних индоевропейских культур и языков.

## Этимологическая связь божеств индоевропейских культур
Общими чертами, которыми объединены многие верховные боги, являются такие критерии как имя, функции (бог неба, верховное божество), а также то, что бог являлся мужчиной и олицетворял собой патриархальное общество.
Некоторые из верховных богов и слов индоевропейцев, этимологически связанных с Дьеусом:
- Зевс — верховный бог древних греков, бог неба, громовержец[1].
- Юпитер — верховный бог древнеримского пантеона[2].
- Дьяус — в ведической религии[3].
- Тиваз или Тир — древнегерманский бог.
- Деус[англ.] — латинское слово, обозначающее божество. В христианстве употребляется в значении Бог.
- Дэва — в буддизме.
- Диевас — верховное божество в балтийской мифологии.
- Дивы (мифология) — в иранских и соседних языках.

## Наследие
По мере развития пантеонов отдельных мифологий, связанных с праиндоевропейской религией, черты *Dyēus Ph₂tēr, по-видимому, были переданы другим божествам. В греческой и римской мифологии *Dyēus Ph₂tēr был главным богом, в то время как в ведийской мифологии этимологический преемник *Dyēus Ph₂tēr стал очень абстрактным богом, и его изначальная значимость по отношению к другим богам в значительной степени уменьшилась.

### Производные имена
Имя Диас восходит к праиндоевропейскому корню *Dyēus и связано с его значением как «верховного божества» или «бога богов». В древнегреческой мифологии этот корень дал имя Зевсу (*Ζεύς, *Dyeus), верховному богу Олимпа. В современном греческом языке его форма сохранилась как Δίας (Диас), что является альтернативным именем Зевса. Таким образом, имя Диас продолжает нести в себе древнее значение, отражая идеи божественной власти и небесного света.

### В славянской традиции
В славянских языках производного теонима не сохранилось, распространены лишь производные от однокоренного пра-и.е. *dyew- «сиять»: праслав. diviti sę, divo. Народная этимология связала с этим корнем имена отрицательных мифологических персонажей, таких как пол. dziw, укр. дивдерево «дурман обыкновенный» и Дивъ «Слова о полку Игореве», которые скорее всего заимствованы из восточноиранских языков напрямую или через тюркское посредство, ср. авест. daēva- «злой дух».
По мнению некоторых исследователей, по крайней мере некоторые черты *Dyēus Ph₂tēr могли перейти на Сварога (С. Урбанчик: Солнце-Дажьбог — небесный огонь, Сварожич — земной огонь, Сварог — небо, молния). Гельмольд из Босау (XII век) упоминает, что славяне верили так же и в единого бога на небесах, который занимается только небесными делами и управляет всеми другими богами. 
По версии Марка Вея, к *Dyēus Ph₂tēr этимологически восходит древнерусский теоним Стрибог, которого называет богом ветров «Слово о полку Игореве». Со временем части слова поменялись местами. В результате ареальных праславянско-индоиранских связей или в ходе контактов носителей праславянского языка с ираноязычными племенами (скифы, сарматы, аланы) часть *dyēus заменилась на *baga (→ праслав. *bogъ). Индоевропейское *рǝtēr «отец» в праславянском языке очень рано было вытеснено корнем *atta (→ праслав. *otьcь) и сохранилось лишь в слове стрый «дядя, брат отца».
В неиндоевропейских традициях также встречаются производные *Dyēus Ph₂tēr, например эст. taevas и фин. taivas («небо»), заимствованные из праиндоиранского языка.